# Zaprawa nasienna
Zaprawa nasienna – stosowany w rolnictwie i ogrodnictwie grzybobójczy środek chemiczny do dezynfekcji ziarna zbóź oraz nasion warzyw przed wysianiem.

## Zastosowanie
Zaprawianie nasion jest pierwszym zabiegiem, którego celem jest ograniczenie strat w plonie powodowanych przez choroby grzybowe. Zaprawy nasienne mają wpływ na wzrost roślin w początkowym etapie wzrostu, co w dalszym okresie rozwoju wpływa na kondycję roślin i poziom plonowania.
Jest to rodzaj zaprawy w formie płynnego koncentratu lub proszku do zaprawiania na sucho lub w postaci zawiesiny wodnej, którą miesza się w odpowiedniej proporcji z materiałem siewnym. Przygotowane w ten sposób nasiona są gotowe do siewu. W terminologii rolniczej zabieg ten nazywany jest również bejcowaniem ziarna. Zaprawa wykazuje się działaniem systemicznym i kontaktowym. Służy do zaprawiania ziarna zbóż ozimych i jarych, ziarna kukurydzy, a także do nasion bobiku, traw, lnu, buraka, rzepaku, roślin zielarskich, roślin leśnych oraz cebul roślin ozdobnych.